# Мадисон (тауншип, Миннесота)
Мадисон (англ. Madison) — тауншип в округе Лак-ки-Парл, Миннесота, США. На 2000 год его население составило 251 человек.

## География
По данным Бюро переписи населения США площадь тауншипа составляет 90,5 км², из которых 89,6 км² занимает суша, а 1,0 км² — вода (1,06 %).

## Демография
По данным переписи населения 2000 года здесь находились 251 человек, 93 домохозяйства и 71 семья.  Плотность населения —  2,8 чел./км².  На территории тауншипа расположено 95 построек со средней плотностью 1,1 построек на один квадратный километр. Расовый состав населения: 99,60 % белых и 0,40 % азиатов.
Из 93 домохозяйств в 36,6 % воспитывались дети до 18 лет, в 72,0 % проживали супружеские пары, в 2,2 % проживали незамужние женщины и в 22,6 % домохозяйств проживали несемейные люди. 19,4 % домохозяйств состояли из одного человека, при том 9,7 % из — одиноких пожилых людей старше 65 лет. Средний размер домохозяйства — 2,70, а семьи — 3,11 человека.
29,1 % населения — младше 18 лет, 4,4 % — в возрасте от 18 до 24 лет, 25,1 % — от 25 до 44, 25,5 % — от 45 до 64, и 15,9 % — старше 65 лет. Средний возраст — 41 год. На каждые 100 женщин приходилось 126,1 мужчин.  На каждые 100 женщин старше 18 приходилось 111,9 мужчин.
Средний годовой доход домохозяйства составлял 38 750 долларов, а средний годовой доход семьи —  41 607 долларов. Средний доход мужчин —  30 000  долларов, в то время как у женщин — 21 250. Доход на душу населения составил 16 039 долларов. За чертой бедности не находилась ни одна семья и 3,0 % всего населения тауншипа, из которых 7,5 % старше 65 лет.